# Kvinnoligan
Kvinnoligan, Revolutionära kvinnoligan, var en svensk radikalfeministisk organisation. 
Kvinnoligan grundades i Lund 1970 i protest mot den manliga dominansen i studentvänstern. Organisationen hämtade inspiration från  Rødstrømperne i Danmark och amerikanska radikalfeminister. Medlemmarna eftersträvade medvetandehöjning ("det personliga är politiskt"), det politiska begreppet breddades till att innefatta även till exempel maktförhållanden inom familjen och sexuella normer ifrågasattes. Trots att organisationens verksamhet upphörde redan efter några år var den betydelsefull för spridningen av feministiska idéer i Sverige, till exempel till den ursprungligen rent socialistiska kvinnoorganisationen Grupp 8. Under det sista året Kvinnoligan var verksam (1973) utgavs tidningen Törnrosa.